# 丙烯酸羟乙酯
丙烯酸羟乙酯是一种有机化合物，化学式为C5H8O3，它可由丙烯酸和环氧乙烷在催化下反应制得。
它可以发生离子聚合或自由基聚合反应。